# Día de la liberación africana
El Día de la liberación africana o Día de la libertad africana es una festividad anual celebrada cada 25 de mayo en varios países africanos.

## Historia
El 15 de abril de 1958, en la ciudad de Acra (Ghana), activistas y líderes políticos africanos promovieron la primera Conferencia de estados independientes africanos. En ella participaron representantes de gobiernos de Etiopía, Ghana, Liberia, Libia, Marruecos, Sudán, Túnez, República árabe unida (Egipto y Siria) y representantes del Frente de Liberación Nacional y de la Unión de los Pueblos de Camerún.
Esta conferencia tuvo un gran significado ya que representaba la primera conferencia panafricana en suelo africano.
La conferencia creó el African Freedom Day, un día que cada año simbolice la determinación de la gente de África para liberarse de la dominación y explotación extranjeras.
Cinco años después, hubo otro encuentro histórico en la ciudad de Addis Ababa (Etiopía) con la Primera Conferencia de Estados Africanos Independientes. El 25 de mayo de 1963, líderes de 32 estados africanos se reunieron para formar la Organización de Unidad Africana (OAU). En ese momento, más de las dos terceras partes del continente habían conseguido la independencia. Tras este encuentro histórico, la fecha del Día de la liberación africana se movió del 15 de abril al 25 de mayo y el África Freedom Day se redenominó African Liberation Day (ALD).